# Palystes superciliosus
Espèce
Palystes superciliosus, l’Araignée de pluie commune, est une espèce d'araignées aranémorphes de la famille des sparassidae.

## Répartition et habitat
Cette espèce se rencontre en Namibie, au Mozambique, en Afrique du Sud et en Eswatini. Ses habitats préférés sont la garrigue et la savane boisée.

## Description

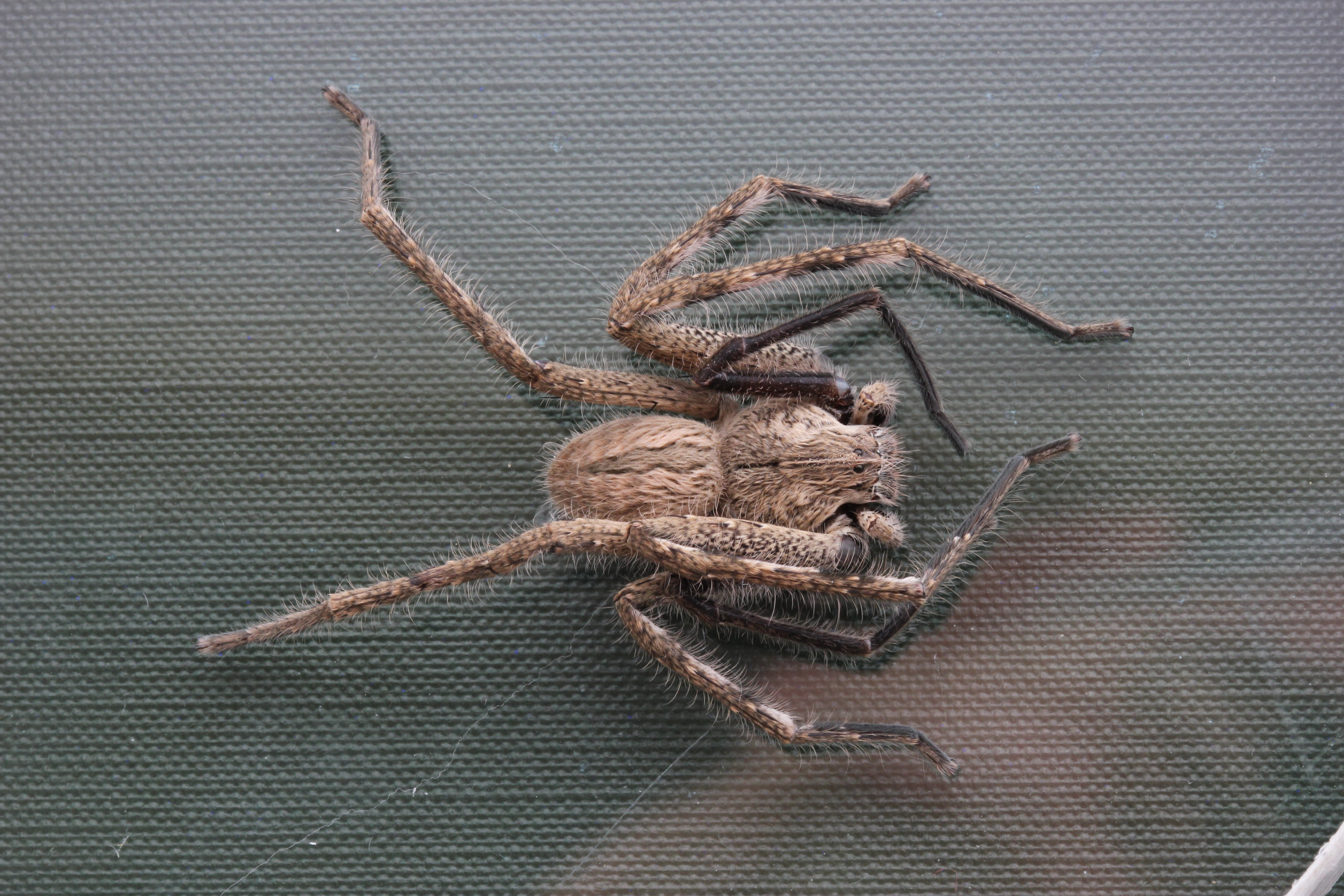
Palystes superciliosus, mâle.

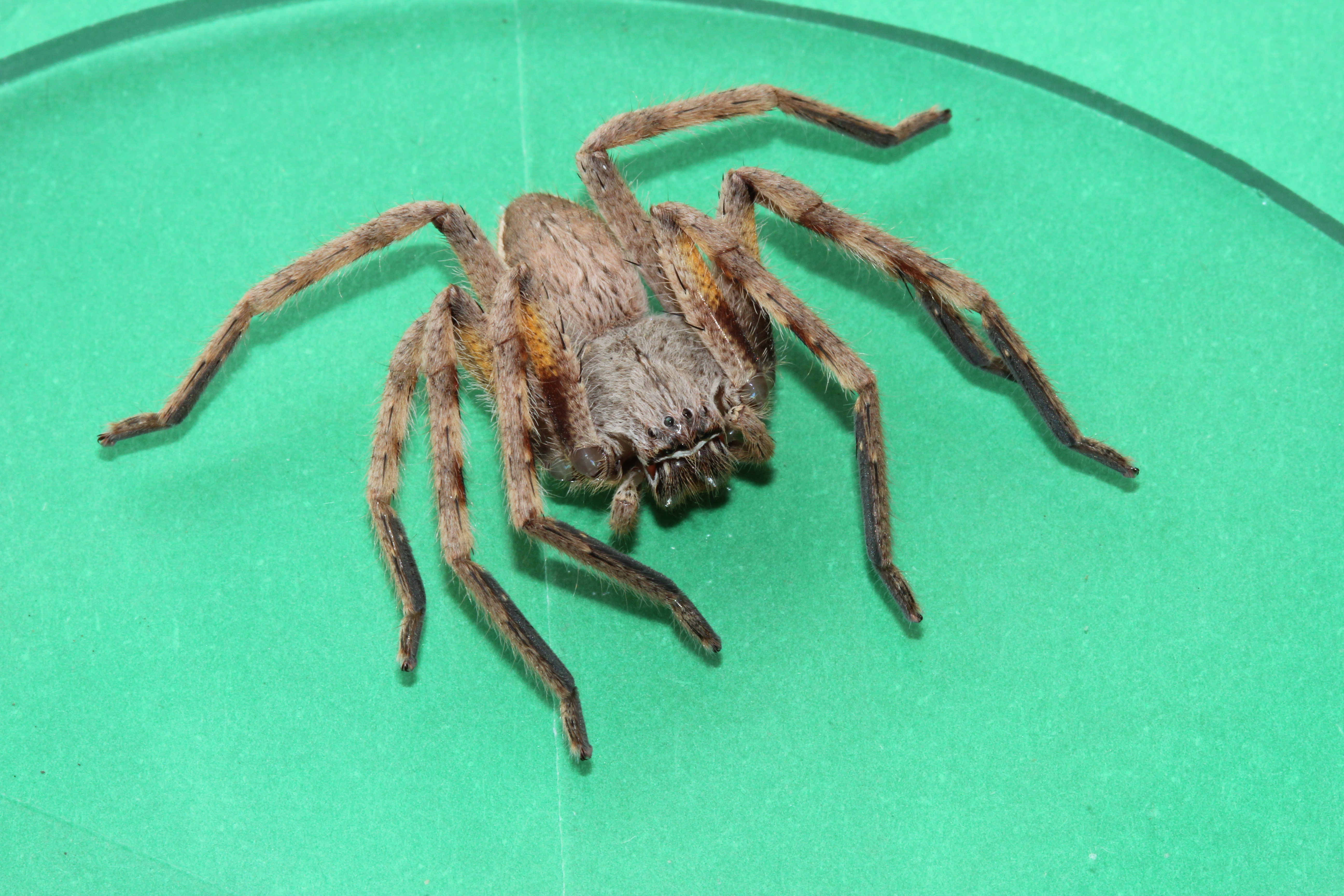
Palystes superciliosus, femelle.

Le corps de Palystes superciliosus mesure de 15 à 36 mm et ses pattes ont une envergure allant jusqu'à 110 mm. La taille de ces araignées, combinée aux bandes jaunes et noires sur le dessous des pattes exposées lorsque l'araignée est en position de menace, leur donne une apparence effrayante. 
Une expérience a été réalisée en 1959 où l'on a fait mordre le museau d'un cobaye adulte par un spécimen de Palystes superciliosus, ce qui a entrainé la mort du cobaye en 7 minutes. Cela a conduit à penser que le venin de cette était dangereux. Cependant, des recherches plus approfondies sur des cobayes anesthésiés ont montré que le cobaye d'origine était en fait mort du choc, plutôt que des suites du venin de l'araignée. Chez l’homme, la morsure n’est pas plus dangereuse qu’une piqûre d’abeille. Il s'ensuit une sensation de brûlure et un gonflement qui dure quelques jours mais la guérison est spontanée et complète.

## Galerie

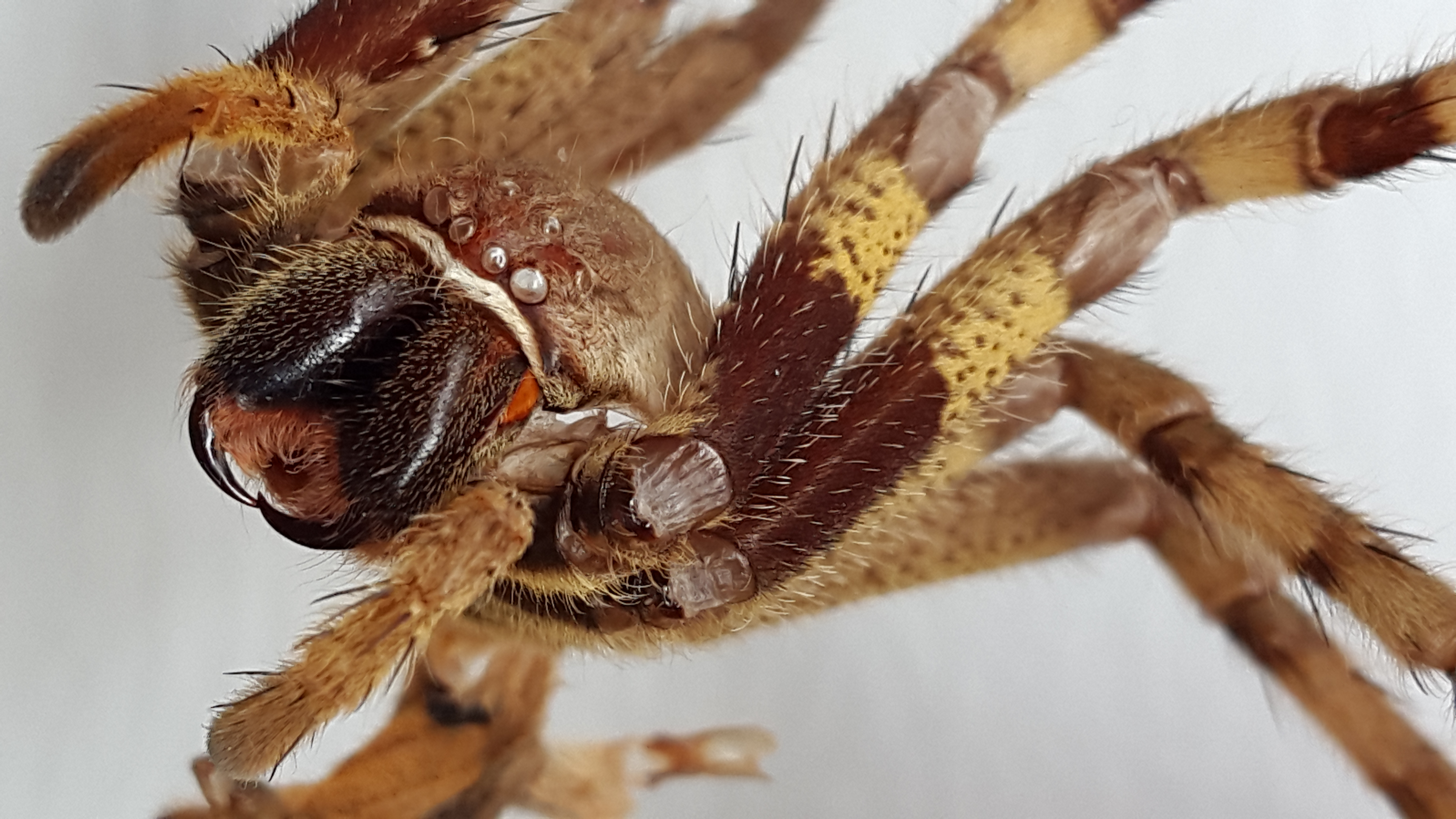
Vue Frontale avec les chélicères.
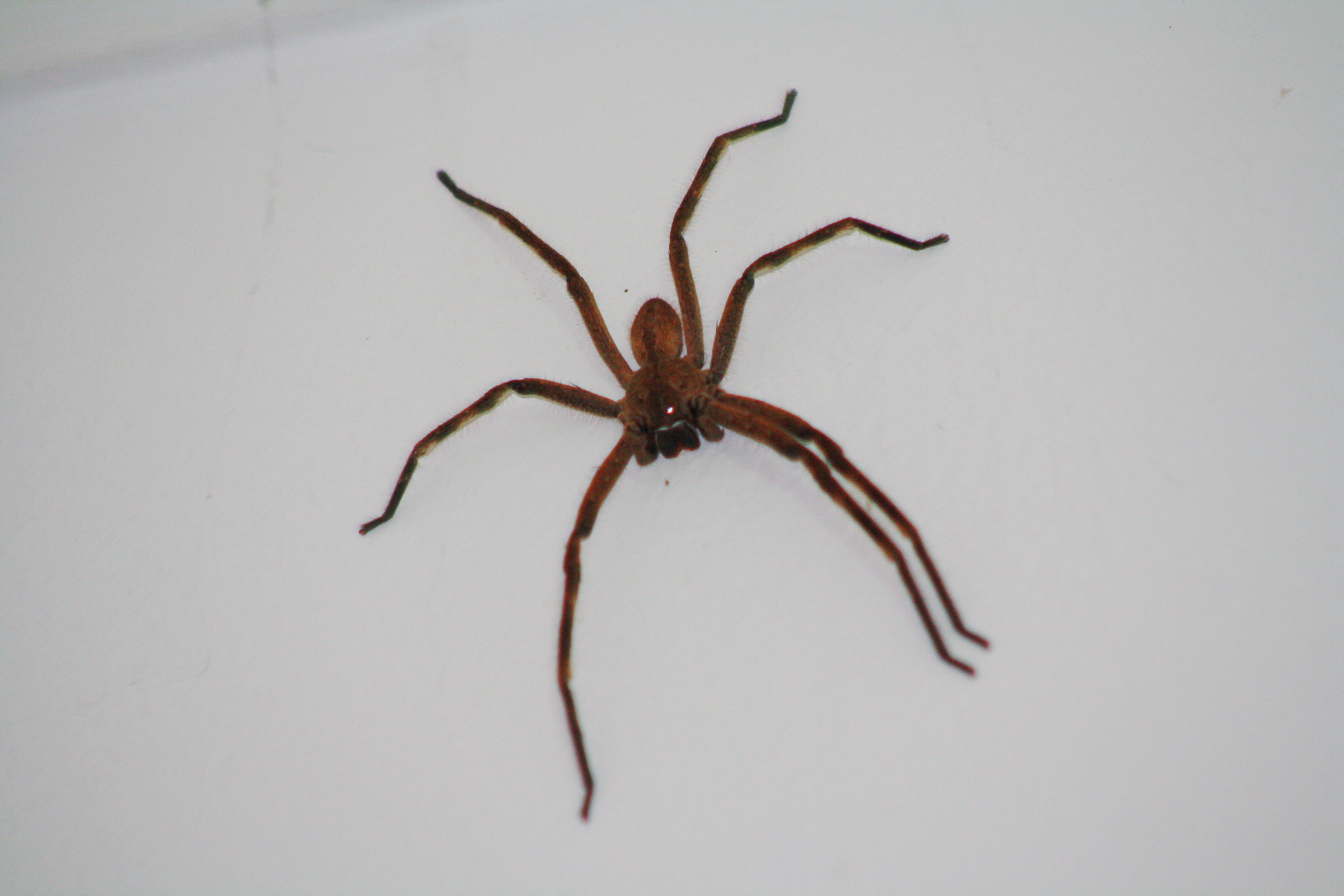
Vue dorsale.
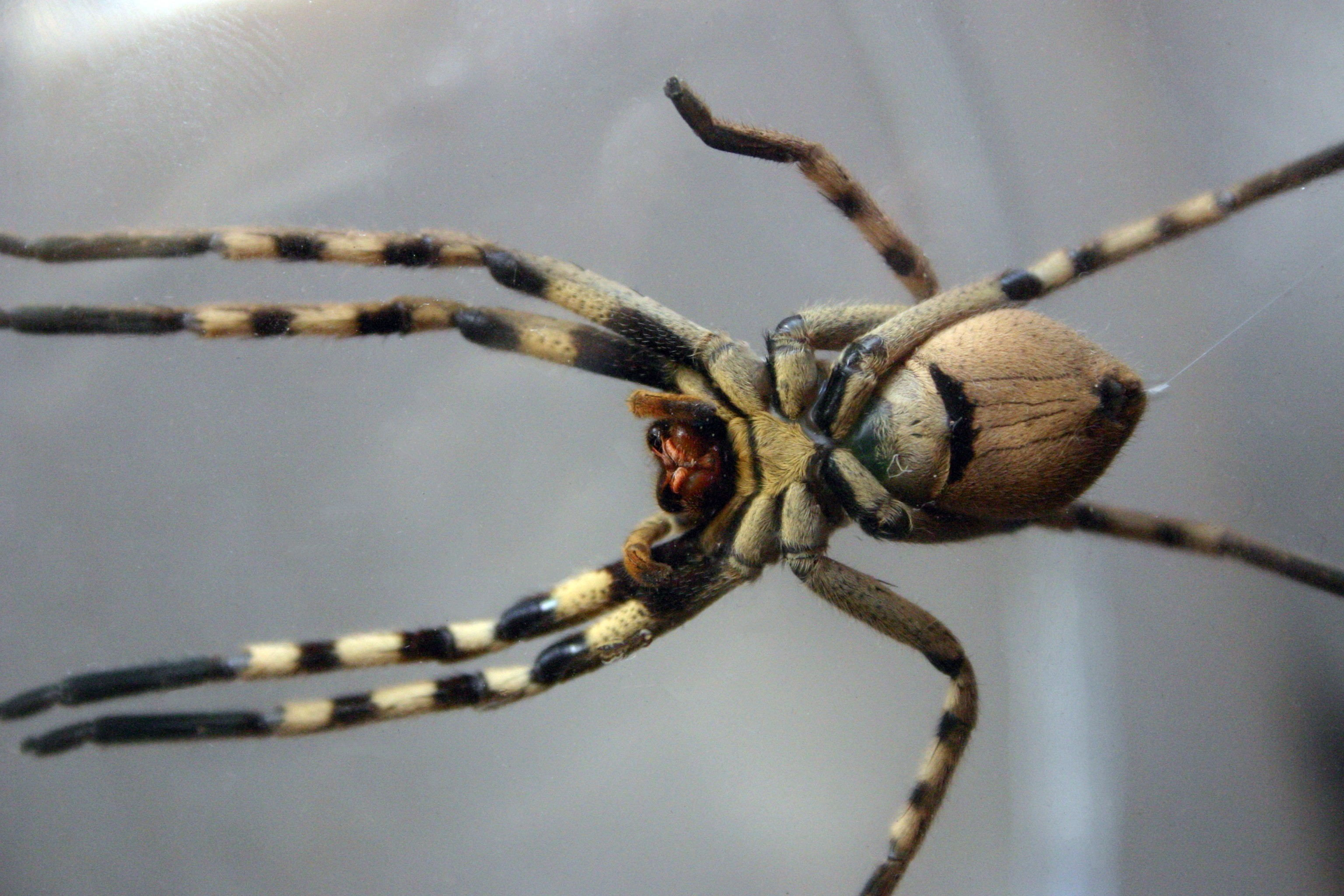
Vue ventrale.

## Éthologie et reproduction

### Éthologie
Les araignées du genre Palystes sont communément appelées « araignées de pluie » ou « araignées mangeuses de lézards ». Les araignées Palystes entrent souvent dans les maisons avant la pluie, où elles s'attaquent aux geckos (notamment Afrogecko porphyreus dans le Gauteng, au Cap occidental, ou Lygodactylus capensis dans l'est de l'Afrique australe). Les mâles sont régulièrement observés d’août à décembre, probablement à la recherche de femelles.

### Reproduction
Après l'accouplement au début de l'été, la femelle construit un sac rond en soie pour la ponte mesurant de 60 à 100 mm, dans lequel sont insérées des brindilles et des feuilles. Ces sacs d’œufs sont généralement observés de novembre à avril environ. La femelle, qui a construit le sac pendant 3 à 5 heures, y pond ses œufs, puis assure la protection des jeunes après éclosion et ce jusqu'à ce que ceux-ci s'en échappent environ trois semaines plus tard. Les femelles construisent généralement trois de ces sacs d’œufs au cours de leur vie qui dure deux ans. De nombreux jardiniers sont mordus par les mères protectrices Palystes durant cette période.

## Prédateurs

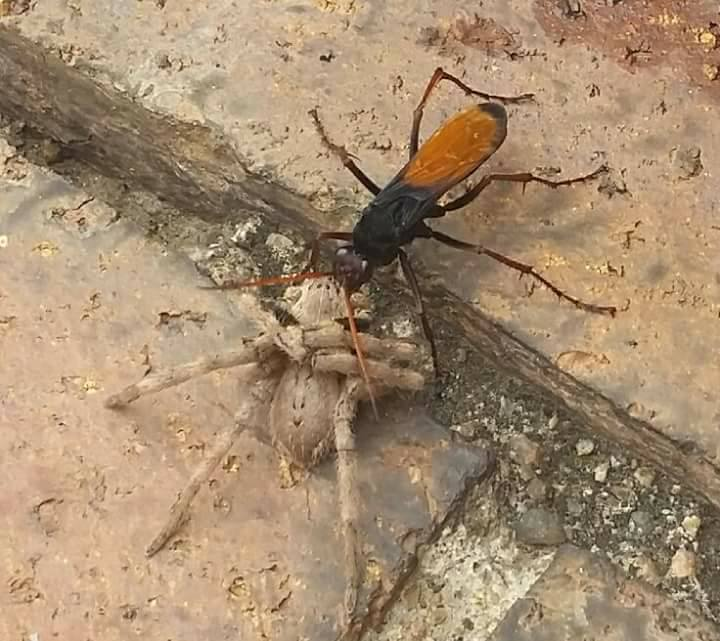
Tachypompilus ignitus paralysant une araignée.

Son seul prédateur est la guêpe Tachypompilus ignitus de la famille des Pompilidae. Après la reproduction, comme le reste des autres espèces de cette famille de guêpes parasites, elle part à la recherche des araignées du genre Palystes pour la paralyser et pondre un œuf dans chaque araignée puis la cache dans un terrier quelle construit. Lorsque l'œuf éclot, la larve dévore l'araignée avant de quitter cet abri.

## Systématique et taxonomie
Le nom valide complet (avec auteur) de ce taxon est Palystes superciliosus Kock, 1875.
Palystes superciliosus a pour synonymes :
- Palystes modificus minor Strand, 1906
- Palystes modificus Strand, 1906
- Palystes natalius (Karsch, 1878)
- Palystes superciliosus fasciiventris Strand, 1907